# 梅尼勒埃尔梅
梅尼勒埃尔梅（法語：Ménil-Hermei，法語發音：[menil ɛʁmɛ] ⓘ）是法国奥恩省的一个市镇，位于该省北部偏西，属于阿让唐区。

## 地理
梅尼勒埃尔梅（48°49'35"N, 0°19'34"W）面积6.61 平方千米，位于法国诺曼底大区奧恩省，该省份为法国西北部内陆省份，北起顺时针与卡爾瓦多斯省、厄尔省、厄尔-卢瓦省、萨尔特省、马耶讷省和芒什省接壤。
与梅尼勒埃尔梅接壤的市镇（或旧市镇、城区）包括：莱西勒巴尔代勒、巴佐什欧乌尔姆、梅尼勒万、皮唐日勒拉克。
梅尼勒埃尔梅的时区为UTC+01:00、UTC+02:00（夏令时）。

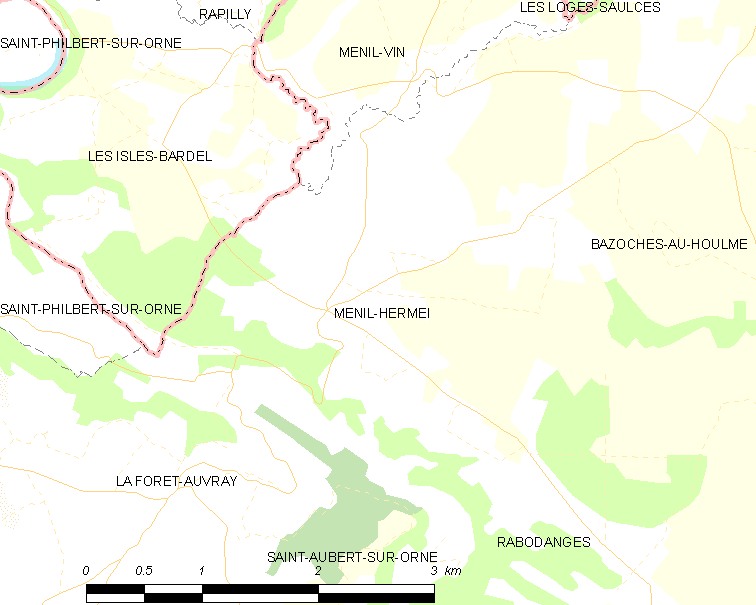
梅尼勒埃尔梅的OSM定位图

## 行政
梅尼勒埃尔梅的邮政编码为61210，INSEE市镇编码为61267。

## 政治
梅尼勒埃尔梅所属的省级选区为阿蒂斯-瓦勒德鲁夫尔县。

## 交通
奥恩省省道D21线、D239线和D244线在境内交汇。

## 人口

1962-2008年间梅尼勒埃尔梅人口变化图示

梅尼勒埃尔梅于2022年1月1日时的人口数量为201人。